# Conotalis
Conotalis is een geslacht van vlinders van de familie grasmotten (Crambidae).

## Soorten
- C. aurantifascia (Hampson, 1896)
- C. nigrisquamalis Hampson, 1919
- C. nigroradians (Mabille, 1900)